# Bergens Elektriske Færgeselskab
Die Bergens Elektriske Færgeselskab wurde im Jahr 1894 durch die Anregung vom Ingenieur und Werftbesitzer Jacob Trumpy aus Bergen gegründet, um eine Fährverbindung im Hafen von Bergen einzurichten.

## Geschichte

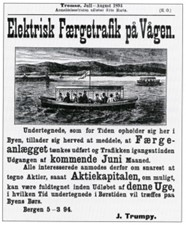
Anzeige in Bergen zur Gründung einer neuen Fährgesellschaft.

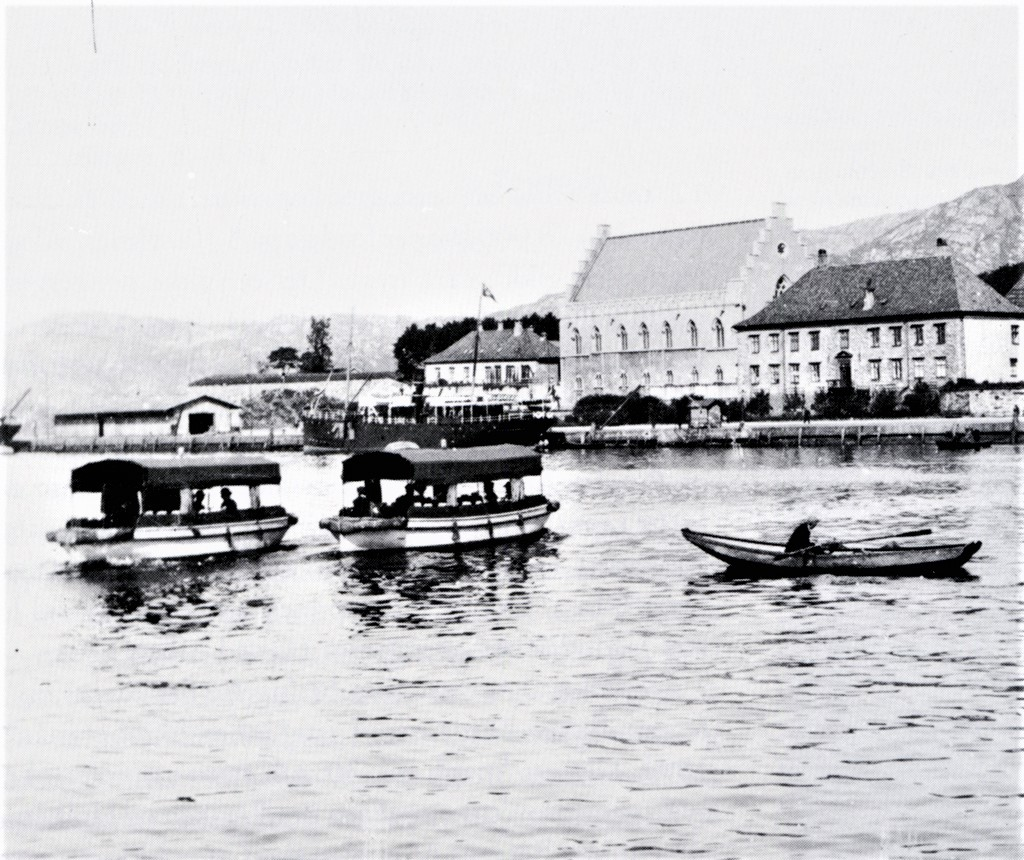
1894, zwei E-Fähren im Hafen von Bergen

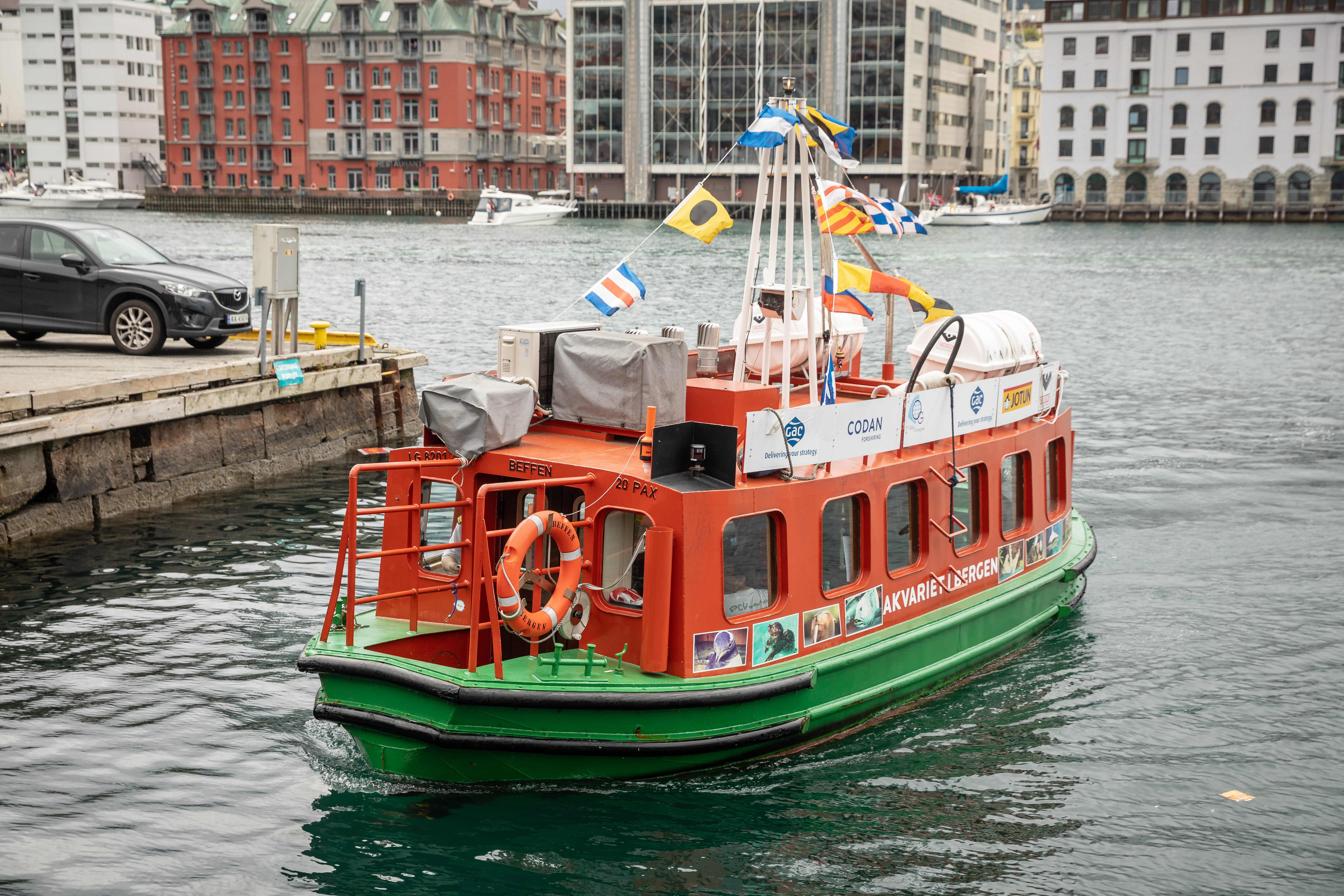
2018 wieder elektrisch

Jacob Trumpy  hatte in Westfalen eine Elektrofähre gesehen und sich über die im Vergleich zu Dampffähren schnelle Inbetriebsetzung und einfache Handhabung gewundert.
Nach seiner Rückkehr nach Bergen stellte er dem Bürgermeister von Bergen die Idee einer Elektrofähre vor. 1894 wurde zum Kauf von Aktien der neuen Fährgesellschaft eingeladen. Schnell wurden 3120 Aktien zum Preis von NOK 25,- verkauft und mit Unterstützung wohlhabender Geschäftsleute aus Bergen wurde am 15. Mai 1894 die Bergens Elektriske Færgeselskab gegründet. Es war die erste ihrer Art in Norwegen. Der Vorstand bestand aus Claus Daae Olsen (Vorsitzender), Johan Jacob Rieber und Harald Albert Olsen.
Im August 1894 nahmen zwei Fähren den Betrieb auf, die jeweils 16 Passagiere befördern konnten. Die Fähren erhielten keine Namen, sondern nur fortlaufende Nummern, „BEF 1“, „BEF 2“. Im gleichen Jahr wurden weitere sechs Fähren auf verschiedenen Routen im Hafen eingesetzt.

## Schiffsbeschreibung
Die Fähren waren vorne und hinten offen und hatten ein Segeltuchdach. Mit den Hauptabmessungen von 8 Meter Länge, 2 Meter Breite und 0,8 Meter Tiefgang ergaben sich ein Deplacement von 6 Tonnen. Die Boote waren vorn und hinten symmetrisch gebaut und mit zwei Pinnen und Steuerruder ausgestattet, damit war ein Wenden im engen Hafen nicht nötig. Die Schrauben sind auf einer gemeinsamen Welle angeordnet und der Motor befindet sich unter dem Fußboden in der Schiffsmitte. Der Akkumulator wurde zum Teil unter dem Fußboden und zum Teil unter den Sitzen angeordnet und bestand aus insgesamt 32 Tudorelementen in geschlossenen Holzkästen, die mit Blei ausgeschlagen waren. Jedes Element hatte einen Energieinhalt von 350 Ah und die gesamte E-Anlage wog 2700 kg.
Vor dem rauen Wetter in Bergen ergab das Segeltuchdach wenig Schutz, daher wurden alle Fähren in den 1920er Jahren umgebaut. 1926 erhielt die erste Fähre einen Benzinmotor und nach weiteren 4 Jahre waren alle umgerüstet und benzinbetrieben.

## Ab 1977
Die heutige und einzig verbliebene Fähre in Bergen, die dieselbetriebene BEFFEN, entstand 1977 bei der Hausberg båtbyggeri auf Sotra. Sie fuhr im Ganzjahresbetrieb und beförderte auf ihrer kurzen Strecke über den Vågen zwischen Nordnes und Bradbenken im 10-Minuten-Takt jährlich ca. 60.000 Fahrgäste und war eine Touristen-Attraktion.
Nach 38 Jahren hat die alte Fähre nun ausgedient. Die neue BEFFEN, der alten zum Verwechseln ähnlich, wurde Anfang Januar 2015 abgeliefert und fährt wieder elektrisch auf der gleichen Strecke.